# Regeringen Edén
Regeringen Edén var Sveriges regering mellan 19 oktober 1917 och 10 mars 1920. Regeringen var en koalitionsregering bestående av statsråd från Liberala samlingspartiet och Socialdemokraterna, med Liberala samlingspartiets Nils Edén som statsminister. Det var första gången som Socialdemokraterna deltog i en regering.
Regeringen Edén efterträdde den konservativa Regeringen Swartz och efterträddes av den socialdemokratiska Regeringen Branting I.

## Historik
Liksom de två senaste regeringarna måste även denna främst inrikta sitt arbete på att se till att det svenska folket fick tillräckligt med mat för sina dagliga behov under det pågående världskriget. Men nu var faran större än någonsin tidigare, då det gällde att rädda sig ur en verklig hungersblockad. Detta problem löstes genom nya förhandlingar i Storbritannien utan att Sverige behövde offra sin neutralitet och självständighet.
Samtidigt hade utbrottet av det finska inbördeskriget skapat ytterligare svårigheter. Regeringen befann sig nu i en knepig situation där de ställdes inför valet mellan att å ena sidan ingripa i det svenska intresset och att å andra sidan upprätthålla en sträng neutralitet, både inom landet och gentemot omvärlden. Regeringens hållning utsattes för stark kritik. Situationen blev ännu mer komplicerad när Ålandsfrågan också blev akut, och Sverige behövde bistå den nödställda befolkningen på öarna utan att stöta bort Finland.
Den svåraste prövningen kom dock med sammanbrottet av Österrike och Tyska riket och den revolutionära brand som spreds bland ruinerna. I detta farliga ögonblick lyckades den svenska regeringen lugna stormen inom landet genom den stora författningsreformen år 1918. Reformen gjorde den kommunala rösträtten lika för alla och gav politisk rösträtt till nästan alla svenska män och kvinnor från och med att de fyllde 24 år.
Efter att regeringen lyckats bemästra den värsta krisen började dock interna motsättningar uppstå, vilket ledde till att koalitionsministären splittrades på våren 1920, främst på grund av oenigheter kring kommunalskattefrågan. Dagen före avgången hade ministären undertecknat den betydelsefulla akten om Sveriges inträde i Nationernas förbund.

## Statsråd
Regeringen bestod av elva statsråd fördelade på åtta departement. Av statsråden var nio departementschefer och två konsultativa statsråd. Sex av statsråden tillhörde Liberala samlingspartiet, fyra Socialdemokraterna och en var opolitisk.
* Statsminister eller departementschef
| Statsminister         |  | Nils Edén*                | 19 oktober 1917  | 10 mars 1920     | Liberala samlingspartiet | [ 1 ] |
| Justitieminister      |  | Eliel Löfgren*            | 19 oktober 1917  | 10 mars 1920     | Liberala samlingspartiet | [ 5 ] |
| Utrikesminister       |  | Johannes Hellner*         | 19 oktober 1917  | 10 mars 1920     | Partilös                 | [ 6 ] |
| Krigsminister         |  | Erik Nilson*              | 19 oktober 1917  | 10 mars 1920     | Liberala samlingspartiet | [ 7 ] |
| Sjöminister           |  | Erik Palmstierna*         | 19 oktober 1917  | 10 mars 1920     | Socialdemokraterna       | [ 7 ] |
| Finansminister        |  | Hjalmar Branting*         | 19 oktober 1917  | 5 januari 1918   | Socialdemokraterna       | [ 8 ] |
| Finansminister        |  | Fredrik Vilhelm Thorsson* | 5 januari 1918   | 30 juni 1920     | Socialdemokraterna       | [ 8 ] |
| Ecklesiastikminister  |  | Värner Rydén*             | 19 oktober 1917  | 28 november 1919 | Socialdemokraterna       | [ 9 ] |
| Ecklesiastikminister  |  | Olof Olsson*              | 28 november 1919 | 27 oktober 1920  | Socialdemokraterna       | [ 9 ] |
| Jordbruksminister     |  | Alfred Petersson*         | 19 oktober 1917  | 10 mars 1920     | Liberala samlingspartiet |       |
| Civilminister         |  | Axel Schotte*             | 19 oktober 1917  | 28 november 1919 | Liberala samlingspartiet |       |
| Civilminister         |  | Fredrik Holmquist*        | 28 november 1919 | 10 mars 1920     | Liberala samlingspartiet |       |
| Konsultativa statsråd |  |                           |                  |                  |                          |       |
| Konsultativa statsråd |  | Bror Petrén               | 19 oktober 1917  | 10 mars 1920     | Liberala samlingspartiet |       |
| Konsultativa statsråd |  | Östen Undén               | 19 oktober 1917  | 10 mars 1920     | Socialdemokraterna       |       |